# Parroquia La Dolorita
Parroquia La Dolorita  o más conocida como La Dolorita. es una de las 5 divisiones administrativas en las que se organiza el Municipio Sucre del Estado Miranda, es además unas de las 32 parroquias del área metropolitana de Caracas, al centro norte del país sudamericano de Venezuela.

## Historia
El nombre de la parroquia se debe a la historia de la aparición de la Virgen de los Dolores en un río cercano. Desde 1880 perteneció al llamado Distrito Urbaneja que luego fue llamado Distrito Sucre.
Hasta 1912 el sector de la Dolorita pertenecía a llamada Hacienda Turumo que ese año fue subdividida. En 1929 la Carretera Petare Santa Lucía pasaba por la entrada de la Hacienda. El primer documento del que se tiene constancia que usa el nombre de La Dolorita data de 1932. En 1940 empezó la expansión de Caracas hacia los lugares donde antes había haciendas. En 1952 aun siendo un terreno privado se iniciaron trabajos por parte de la Electricidad de Caracas. Es solo en 1959 cuando su dueño particular decide vender los terrenos al Concejo Municipal del Distrito Sucre. Unos años antes el Gobierno de Marcos Pérez Jiménez instaló plantas recicladoras para procesar los desechos de Caracas, pero estas no llegaron  a entrar en funcionamiento y comenzó entonces un relleno sanitario. Paralelamente se instaló una fábrica de ladrillos. Tras la llegada de la democracia se permite la llegada de damnificados afectados por la lluvia quienes comenzaron un poblamiento desordenado del área. El agua potable no llegaría hasta 1964.
La parroquia estuvo integrada en el distrito Sucre hasta 1989, año en el que se realizó una reforma legislativa y se creó el Municipio Sucre. A pesar de que otras parroquias se separaron para crear nuevos municipios autónomos La Dolorita permaneció dentro del Municipio Sucre.

## Geografía
La parroquia posee unos 11 km² lo que la hace la subdivisión más pequeña del Municipio. Está a unos 900 m sobre el nivel del mar con una temperatura promedio que se estima en 21 °C. Se encuentra ubicada en el extremo este del área metropolitana de Caracas, limita al norte y oeste con la parroquia Petare, al sur con la Parroquia Santa Rosalía de Palermo del Municipio El Hatillo y al este con la parroquias Caucagüita y Fila de Mariches.

### Demografía
Su número de habitantes ha crecido sostenidamente según los resultados del censo pues en 1990 poseía 42 583 habitantes, con una proyección para el año 2000 de 74 150 y  77 098 en 2002, una población estimada para 2023 de unas 84 041 personas. 

## Deporte
- Polideportivo La Dolorita Filas de Mariches
- Campo de fútbol La Dolorita